# Crates Bay
Die Crates Bay (englisch; bulgarisch залив Кратес saliw Krates) ist eine 8 km breite und 6 km lange Bucht im Nordosten der Strescher-Halbinsel an der Graham-Küste des Grahamlands auf der Antarktischen Halbinsel. Als Nebenbucht der Holtedahl Bay liegt sie zwischen dem Starmen Point im Nordwesten und einer Landspitze, die vom Lens Peak ausgeht, im Südosten. Conway Island liegt im Zentrum dieser Bucht, die durch den Rückzug des Gletschereises in den letzten drei Jahrzehnten des 20. Jahrhunderts entstand.
Britische Wissenschaftler kartierten sie 1976. Die bulgarische Kommission für Antarktische Geographische Namen benannte sie 2013 nach dem griechischen Philosophen Krates von Mallos, Schöpfer des nach ihm benannten vierteiligen Weltbilds.